# Iso Kivijärvi (sjö i Muhos och Uleåborg)
Iso Kivijärvi eller Kivijärvi är en sjö i Finland. Den ligger i kommunerna Muhos och Uleåborg i landskapet Norra Österbotten, i den centrala delen av landet, 500 km norr om huvudstaden Helsingfors. Iso Kivijärvi ligger 83,8 meter över havet. Arean är 1,43 kvadratkilometer och strandlinjen är 5,21 kilometer lång. Sjön  ingår i Uleälvens huvudavrinningsområde.   I omgivningarna runt Iso Kivijärvi växer i huvudsak blandskog.